# HD 70642
HD 70642 är en ensam stjärna, belägen i den mellersta delen av stjärnbilden Akterskeppet. Den har en skenbar magnitud av ca 7,18 och kräver åtminstone en handkikare för att kunna observeras. Baserat på parallaxmätning inom Hipparcosuppdraget på ca 35,6 mas, beräknas den befinna sig på ett avstånd på ca 92 ljusår (ca 28 parsek) från solen. Den rör sig bort från solen med en heliocentrisk radialhastighet på ca 53 km/s.

## Egenskaper
HD 70642 är en gul till vit stjärna i huvudserien av spektralklass G5 V. Den har en massa, en radie och energiutstrålning från dess fotosfär som är ungefär lika med solens vid en effektiv temperatur av ca 5 700 K, men har ett större överskott av järn i förhållande till väte.

## Planetsystem
En planet till HD 70642, med en lång omloppsperiod (2 068 ± 39 dygn), tillkännagavs 2003. Denna planet går i en cirkulär bana (excentricitet = 0,034) med diameter 3,232 AE och har en massa som är ungefär dubbla jordmassan.  Stjärnan är så lik solen att dess beboeliga zon är på samma avstånd (~ 1 AE). Jovian säkerställer stabiliteten för en jordmassaplanet vid 1 AE. Denna stjärna har några av de mest likartade fysikaliska förhållandena jämfört med solsystemet än andra kända planetsystem.